# Vasikkaluoto (ö i Södra Karelen, Villmanstrand)
Vasikkaluoto är en ö i Finland. Den ligger i sjön Saimen och i kommunen Villmanstrand i den ekonomiska regionen  Villmanstrands ekonomiska region  och landskapet Södra Karelen, i den södra delen av landet, 210 km nordost om huvudstaden Helsingfors. Öns största längd är 3,2 kilometer i nord-sydlig riktning.